# Folkedrabet i Rwanda
 Der er for få eller ingen kildehenvisninger i denne artikel, hvilket er et problem. Du kan hjælpe ved at angive troværdige kilder til de påstande, som fremføres i artiklen.

Folkedrabet i Rwanda i 1994 er en af de største menneskelige humanitære katastrofer siden Holocaust. I løbet af denne periode på omkring 100 dage blev medlemmer af den etniske minoritetsgruppe Tutsi samt nogle moderate Hutu og Twa dræbt af væbnede militser. De mest almindeligt accepterede videnskabelige skøn er omkring 500.000 til 800.000 Tutsi-dræbte. Skøn for det samlede dødstal (inklusive Hutu- og Twa-ofre) er så højt som 1 100 000.

## Et splittet land?
For at kunne forstå nogle af de begrundelser, der blev brugt i opfordringen til udslettelsen af en etnisk gruppe, må man først danne sig et indblik i landets historie.
Den oprindelige befolkning i Rwanda menes at være twa (pygmæfolk). I dag menes det, at de udgør ca. 1 % af befolkningen. I det 8. og 9. århundrede invaderede hutuerne (bantufolket) så landet. Fra det 14. århundrede begyndte kvægfolket tutsierne (watusi) at indvandre fra højlandet ved Etiopien. De var krigere og kvægfolk i modsætning til hutuerne, som dyrkede jorden, og efter kort tid havde tutsierne erobret størstedelen af landet og dannet et feudalt samfund med hutuerne i bunden.
Dette billede ændrede sig ikke under den tyske kolonialisme. Tyskerne kom til et land med en samlet befolkning, som talte samme sprog og giftede sig med hinanden. Tyskerne benyttede sig af del og hersk princippet og valgte, at de ville have tutsierne til at styre landet, da de var høje og lyse i huden og på den måde mindede mere om europæerne. I dag er det stort set umuligt at kende forskel på hutuer og tutsier, og før befolkningen på foranledning af tyskerne og efter samme metoder, man senere brugte til identificering af jøder, blev registreret og blev udstyret med identitetskort, viste betegnelserne også mere, om man var rig på kvæg eller dyrkede jorden.
Tyskerne valgte også at indlemme det hutu-styrede stykke land Bushiro, og under modstandskampene blev den stærk racistiske bevægelse Hutu-Power oprettet.
Efter 1. verdenskrig blev området tildelt Belgien, som indførte fransk som det officielle sprog, men stadig med tutsierne som det herskende folk.
Først i 1959 begyndte det store hutu-flertal at gøre oprør.
De krævede at få indført demokrati, som efter deres mening var, at landet blev overdraget til dem, der havde været der i længst tid.
Der gik rygter om, at tutsierne havde slået en fremtræden hutu-aktivist ihjel, og før belgierne kunne nå at igangsætte et valg, var massakrerne i gang. Omkring 135.000 tutsier flygtede over grænsen til nabolandene.

## Vejen til folkedrab
I år 1961 blev Parmehutu (hutuernes frihedsbevægelse) udnævnt til vindere af et FN-overvåget valg. Det skulle vise sig, at hutuerne ville holde magten helt ind til folkedrabet i 1994.
I 1990 blev Rwanda invaderet af tutsier fra Uganda anført af Commander Fred, flygtninge der tidligere var flygtet fra Rwanda. De var flygtningene fra 1959, der nu havde formeret sig, og op mod 1 million tutsier var nu statsløse, og de ville hjem til Rwanda. Oprøret blev dog slået tilbage, da hutu-regeringen fik militær støtte fra franske og zaïriske tropper. Regeringen forklarede befolkningen, at alle tutsier støttede RPF (Rwandas Patriotiske Front) og derfor måtte udslettes.
RPF blev dog ved med at føre krig mod landet, og dette udløste bl.a., at ungdomsgruppen Interahamwe (”De der arbejder sammen” – Hutu-regeringens pendant til Hitlerjugend) tog til i styrke. Regeringen blev ved med at udnytte et etnisk had for at fastholde deres magt og bekæmpe demokratiet.
I august 1993 blev en fredsaftale underskrevet, Arusha-aftalen. Denne aftale skulle sikre, at der ville komme en ny regering, hvor både tutsier og hutuer var repræsenteret.
For at sikre ”freden” (selvom der officielt var indgået en fredsaftale, fortsatte Interahamwe deres drab på tutsier og moderate hutuer på opfordring fra den nye propaganda-radiostation, RTLM) sendte FN en fredsbevarende styrke med general Roméo Dallaire (en) i spidsen til Rwanda. D. 6. april 1994 lød så startskuddet til den massakre, der skulle vare 3 måneder og koste ca. 1.000.000 mennesker livet. Rwandas præsident Habyarimana og Burundis præsident omkom, da deres fly blev skudt ned i Kigali. Officielt har RPF fået skylden for dette angreb, men mange mener, at det var regeringens handling for at få et påskud til at starte udrensning af tutsier, da præsidentens reelle magt var stærk begrænset. Magten lå nemlig hos Akazu eller Netværk Nul, et lille hutu-fællesskab, som besad store poster i Rwanda, og som i løbet af 2-3 år planlagde folkedrabet mod tutsierne i frygt for at skulle miste magten. Habyarimana var kun galionsfigur for den politik Akazu førte.

## FN's rolle i Rwanda
Som tidligere nævnt blev en fredsaftale mellem RPF og regeringen i Arusha underskrevet d. 4. august 1993. Denne aftale betød, at FN udstationerede en styrke med general Roméo Dallaire i spidsen. Dallaire fik stillet 2.548 mand til rådighed, som skulle udstationeres over 30 måneder. Støtten til FN var meget lille på dette tidspunkt. USA havde i Somalia oplevet et stort nederlag, da de med pomp og pragt havde landsat en styrke på 28.000 soldater, hvis mål var at skabe fred i det hungersramte land. USA havde dog ikke sat sig ind i tilstanden i Somalia og endte med at trække sig ud, da 18 soldater blev myrdet og på tv trukket gennem Mogadishus gader. Mordene fandt sted to dage før, FN´s sikkerhedsråd skulle afgøre, om man ville sende en fredsbevarende styrke til Rwanda. Man vedtog i sikkerhedsrådet at oprette UNAMIR - et foretagende, som havde til mål kun at bevare freden. Derfor blev det tidligere mandat i aftalen fjernet, og UNAMIR måtte nu ikke konfiskere våben eller afvæbne tropper.
Selvom Dallaire gang på gang advarede om, at det ville udvikle sig til en katastrofe, blev hans tropper reduceret til under 300 mand, efter et drab på 10 belgiske FN-soldater af regeringen. Allerede i januar havde Dallaire advaret om dette. I en fax til FN’s sekretariat, som skulle videregives til FN’s sikkerhedsråd, fortæller Dallaire om, hvordan han fra en kilde i militsen har fået at vide, at regeringen havde i sinde at udrydde alle tutsier, dræbe oppositions politikere og et antal belgiske FN soldater (nok til at Belgien ville trække sine tropper ud).
Når omverdenen viste interesse for Rwanda, var det udelukkende for at få europæere evakueret. Dallaire fortæller selv, hvordan hans ansøgninger kategorisk blev afvist af USA: "The Americans categorically [said],”No, there’s no way there’s going to be a cease fire, so let’s pull everybody out and get out of that quagmire and then see what happens afterwards.” Selvom Dallaire havde erklæret, at han med et par tusinde mand mere og bedre udstyr ville være i stand til at forhindre en kæmpe katastrofe, var han blev overhørt. Han bad også om en tilladelse til at gå udover sit mandat og afvæbne præsidentgarden, som stod for nogle af de værste massakrer, men svaret var, at han kun skulle koncentrere sig om at evakuere flygtningene. Kun hvis det handlede om evakuering, kunne der være tale om at overskride sit mandat.
I maj beslutter FN sig dog for at sende 5000 mand til området; desværre ville ingen lande stille soldater til rådighed. De næste to måneder blev det forhandlet og diskuteret, men tropperne nåede aldrig frem. På trods af talrige rapporter fra Dallaire og FN udsendinge, holdt den amerikanske præsident Bill Clinton tale i Kigali i 1998: ”Det kan synes mærkeligt for jer, især for de mange af jer, som har mistet familiemedlemmer, men over hele verden var der mennesker som mig, der sad i deres kontorer, dag efter dag efter dag, som ikke fuldt ud indså, hvor dybt og hvor hastigt I blev omspændt af denne ufattelige terror.”
Alle lande, som har skrevet under på FN’s folkedrabskonvention, forpligter sig til at gribe ind, når der er tale om et folkedrab. Dette betyder, at amerikanerne for alt i verden prøvede at undgå ordet. I et diskussionspapir dateret 1. maj advarede en embedsmand fra det amerikanske forsvarsministerium mod at bruge ordet. På papiret stod der: “Undersøgelse af folkedrab: En udtryksform, som kræver en international undersøgelse af brud på menneskerettigheder og mulige overtrædelser af konventionen mod folkedrab. Vær forsigtig. Vore juridiske eksperter var i går bekymret for dette – finder der folkedrab sted, kan det forpligte [USA’s regering] til rent faktisk ”at gøre noget”. Amerikanerne sørgede altså for alt i verden for ikke at blive indblandet i hele miseren.
Retsforfølgelse af de ansvarlige krigsforbrydere varetages af Det Internationale Tribunal for Rwanda.

### Personlige oplevelser
- (2007) En Helt Almindelig Mand - Paul Rusesabagina & Tom Zoellner

### Faglitteratur
- (1998) Folkedrab i Rwanda - Charles Freeman

### Skønlitteratur
- (2022) Landet med De Blodige Bakker - Pablo Hamburger